# Adipocines
Les adipocines o adipoquines (del grec adipo-, greix; i -kinos, moviment) són un conjunt de molècules de senyalització cel·lular (citocines) secretades pel teixit adipós. La primera adipocina descoberta va ser la leptina. Són un grup de molècules bioactives que tenen un paper clau en el desenvolupament de la inflamació i la resistència a la insulina associada a l’obesitat.